# Crédit Agricole (wielerploeg)/2000
Deze pagina geeft een overzicht van de wielerploeg Crédit Agricole in 2000.
| Naam                          | Geboortedatum | Nationaliteit       | Ploeg 1999            |
| ----------------------------- | ------------- | ------------------- | --------------------- |
| Magnus Bäckstedt              | 30-01-1975    | Zweden              |                       |
| Chris Boardman                | 26-08-1968    | Verenigd Koninkrijk |                       |
| Pierrick Fédrigo              | 30-11-1978    | Frankrijk           |                       |
| Frédéric Finot                | 20-03-1977    | Frankrijk           |                       |
| Marcel Gono                   | 24-05-1976    | Australië           |                       |
| Fabrice Gougot                | 31-08-1971    | Frankrijk           | Casino                |
| Sébastien Hinault             | 11-02-1974    | Frankrijk           |                       |
| Thor Hushovd                  | 18-01-1978    | Noorwegen           |                       |
| Christopher Jenner            | 03-11-1974    | Nieuw-Zeeland       |                       |
| Bobby Julich                  | 18-11-1971    | Verenigde Staten    | Cofidis               |
| Anthony Langella              | 24-04-1974    | Frankrijk           |                       |
| Anthony Morin                 | 27-06-1974    | Frankrijk           | La Française des Jeux |
| Jérôme Neuville               | 15-08-1975    | Frankrijk           |                       |
| Stuart O'Grady                | 06-08-1973    | Australië           |                       |
| Franck Pencolé                | 06-11-1976    | Frankrijk           |                       |
| Benoît Poilvet                | 27-08-1976    | Frankrijk           |                       |
| Jonathan Vaughters            | 10-06-1973    | Verenigde Staten    | US Postal             |
| Jens Voigt                    | 17-09-1971    | Duitsland           |                       |
| Stagiairs (vanaf 1 september) |               |                     |                       |
| Sébastien Fournier            | 27-04-1980    | Frankrijk           |                       |
| Christophe Le Mével           | 11-09-1980    | Frankrijk           |                       |
| Ludovic Martin                | 17-03-1976    | Frankrijk           |                       |

## Overwinningen
Melbourne to Sorrento
Stuart O'Grady
GP Cholet
Jens Voigt
Ronde van Normandië
Proloog: Frédéric Finot
Ringerike GP
3e etappe: Thor Hushovd
4e etappe: Thor Hushovd
5e etappe: Thor Hushovd
Ronde van Picardië
1e etappe: Thor Hushovd
Midi Libre
3e etappe: Stuart O'Grady
Bayern Rundfahrt
Jens Voigt
Dauphiné Libéré
2e etappe: Fabrice Gougot
Ronde van Wallonië
5e etappe: Frédéric Finot
Ronde van de Ain
Proloog: Thor Hushovd
Ronde van de Finistère
Sébastien Hinault
Ronde van de Toekomst
4e etappe: Frédéric Finot
Ronde van Bretagne
4e etappe: Ludovic Martin
1999 · 2000 · 2001 · 2002 · 2003 · 2004 · 2005 · 2006 · 2007 · 2008